# Мариан Хаджиев
Мариан Здравков Хаджиев е български футболист, нападател, състезаващ се за Струмска слава (Радомир).

## Биография
Роден е на 1 май 1991 г. в град Златоград. Завършва 47 СОУ „Христо Г. Данов“, гр. София.
Започва да се състезава в детските гарнитури на ФК Левски (София), където тренира под ръководството на Славчо Стоилов. Последователно преминава през всички формации на клуба. Шампион на В група с тима на Сливнишки Герой и шампион на трета лига с отбора на Струмска слава.